# Caron Wheeler
Caron Melina Wheeler (* 19. Januar 1963 in London) ist eine britische Soulsängerin und Songwriterin.

## Werdegang
Caron Wheeler arbeitete zunächst als Backgroundsängerin, z. B. 1983 für Elvis Costello, später aber auch für Phil Collins oder Erasure. Außerdem sang sie in Reggaebands wie Brown Sugar und Afrodiziak. Ihre ersten Charthits hatte die Tochter jamaikanischer Eltern, als sie den Soul-II-Soul-Hits Keep On Movin’ und Back to Life (However Do You Want Me) ihre Stimme lieh. Beide Lieder waren weltweit erfolgreich.
Das Debütalbum UK Blak erschien 1990, die ausgekoppelten Singles Livin’ in the Light, UK Blak und Don’t Quit schafften den Einstieg in die UK-Charts. 1992 steuerte die Londonerin mit I Adore You ein Lied zum Soundtrack des Films Mo’ Money bei und platzierte sich damit ein weiteres Mal in der britischen Hitparade. Ihr bisher letzter Charterfolg wurde 1993 Beach of the War Goddess vom gleichnamigen Album, auf dem sich auch eine Coverversion von Jimi Hendrix’ Wind Cries Mary befindet.

## Diskografie

### Alben
- 1990: UK Blak
- 1991: Remix Only for Japan
- 1992: Beach of the War Goddess

### Singles und EPs
- 1989: Keep On Movin’ (Soul II Soul feat. Caron Wheeler)
- 1989: Back to Life (However Do You Want Me) (Soul II Soul feat. Caron Wheeler)
- 1990: Livin’ in the Light
- 1990: UK Blak
- 1990: Don’t Quit
- 1990: Blue (Is the Colour of Pain)
- 1992: In Our Love
- 1992: I Adore You
- 1993: Beach of the War Goddess
- 1993: Soul Street
- 1996: Just the Two of Us (Duett mit Toshi Kubota)
- 1999: Star (UK Garage Remixes)

## Auszeichnungen
- 1989: Grammy Award für Back to Life in der Rubrik Best R&B Performance by a Duo or Group with Vocal[5]